# Ла Манча
Ла Манча (шп. La Mancha) је географски и историјски регион који се налази на сувој, али плодној висоравни (око 610 m) у централној Шпанији, јужно од Мадрида, од планина Толеда до западних побрђа Куенке, од Сијере Морене на југу до региона Алкарија на северу. Ла Манча обухвата делове данашњих покрајина Куенка, Толедо и Албасете и већину покрајине Сијудад Реал. Историјски регион Ла Манча обухвата јужни део аутономне заједнице Кастиља-Ла Манча и чини његов већи део.